# Chénens
Chénens é uma comuna da Suíça, no Cantão Friburgo, com cerca de 599 habitantes. Estende-se por uma área de 3,97 km², de densidade populacional de 151 hab/km². Confina com as seguintes comunas: Autigny, La Brillaz, La Folliaz, Villorsonnens.
A língua oficial nesta comuna é o Francês.